# 10:10

10:10-Logo

10:10 war eine internationale Non-Profit-Klimaschutz-Kampagne, die ab dem Jahr 2010 eine Reduktion des klimaschädlichen Kohlenstoffdioxid-Ausstoßes (CO2) um jährlich 10 % erreichen wollte. Allerdings wurde im November 2010 ein Anstieg der Emission um mehr als drei Prozent erwartet. Den Organisatoren zufolge sollte die Kampagne im Jahr 2011 trotzdem weitergeführt werden.
10:10 versteht sich als „offene Kampagne“, an der sowohl Privatpersonen wie auch Bildungseinrichtungen, Organisationen und Unternehmen mitwirken können. Langfristiges Ziel ist die dauerhafte globale Emissionsreduzierung. Die Aktion soll, laut den Initiatoren, „keine moralischen, sozialen oder politischen Ziele“ verfolgen. Forum der Kampagne ist das mehrsprachige Internetportal 1010global.org.

## Geschichte
Die Kampagne wurde 2009 von der britischen Filmemacherin Franny Armstrong ins Leben gerufen, die sich bereits in ihrem endzeitlichen Dokumentardrama The Age of Stupid mit den Folgen der Umweltverschmutzung und der Erderwärmung auseinandergesetzt hatte. Die Idee dazu entstand während einer Podiumsdiskussion, auf der Ed Miliband, der damalige Minister für Umwelt und Energie in Großbritannien, den Klimaschutzbericht der Regierung vorstellte. Darin wurde die Möglichkeit genannt, dass eine 10-prozentige Reduktion in einem Jahr eine Klimakatastrophe verhindern könnte. Dazu lieferte ein Artikel des Umweltjournalisten George Monbiot konkrete Wege zur schnellen Emissionsminderung.
So entstand der Gedanke, sich lieber kurzfristige Ziele, wie beispielsweise die Emissionsminderung von 10 % pro Jahr – zunächst 10 % für 2010, woraus sich schließlich der Name der Kampagne ergab – zu setzen, anstatt langfristig 80 % weniger CO2-Ausstoss bis 2050 anzustreben, „eine große Zahl, die Politikern leicht über die Lippen geht, wissen sie doch, dass sie nicht lange genug im Amt sein werden, um diese Ziele auch einhalten zu müssen,“ so 10:10. Die Umsetzung soll möglichst unkompliziert geschehen.
Die offizielle Eröffnung von 10:10 fand am 1. September 2009 in der Turbinenhalle der  Tate Modern in London statt. Nach Angaben der Initiatoren sollen sich nach nur 72 Stunden über 10.000 Unterstützer angemeldet haben. Binnen kurzer Zeit entstand so mit „10:10 Global“ ein internationales Netzwerk aus einzelnen 10:10-Kampagnen, die möglichst viele Menschen weltweit für die Klimaproblematik sensibilisieren und nationale Projekte unterstützen und koordinieren sollen.
Im Oktober 2010 machten die 10:10-Gründer mit dem selbstproduzierten Kurzfilm No Pressure erneut auf sich aufmerksam. Der etwa vierminütige Clip von Franny Armstrong und Richard Curtis sorgte mit seinem drastischen Inhalt für Empörung. Einige Sponsoren, unter ihnen Kyocera Mita und Sony, distanzierten sich daraufhin von der Kampagne. Obwohl der Film als Kino- und Fernsehspot geschaltet werden sollte, zog 10:10 den Film hinsichtlich der negativen Resonanz kurzerhand auf YouTube und der eigenen Homepage zurück.
Am 10. Oktober 2010 (10.10.10) veranstaltete die 10:10-Gruppe zusammen mit der Umweltschutzinitiative 350.org (geleitet vom Umweltschützer Bill McKibben) den Klima-Aktionstag „10:10:10“, an dem weltweit Veranstaltungen zum Klimaschutz wie Begrünungsaktionen, Fahrradtouren, Installation von Solar- und Windkraftanlagen, Müllsammlungen, Stromwechselparties etc. stattfanden. In Deutschland wurde der Aktionstag u. a. von BUND, Klima-Allianz Deutschland, Klimapiraten und Grüne Jugend unterstützt.